# Точкови терора
Точкови терора (енгл. Wheels of Terror) амерички је телевизијски хорор филм из 1990. године, редитеља Кристофера Кејна, са Џоаном Касиди и Марси Лидс у главним улогама. Радња прати Лауру, возача аутобуса, која покушава да спасе своју ћерку од неприказаног психопате у доџ чарџеру, који злоставља и убија девојчице.
Филм је премијерно приказан 11. јула 1990. на каналу USA Network. Добио је претежно негативне рецензије. Кен Такер, критичар часописа Entertainment Weekly, је написао да ће гледаоцима вероватно „бити превише досадно, да би били престрављени”. Продукцијска кућа Paramount Pictures објавила је верзију на VHS касети 28. фебруара 1991.

## Радња
Непознати возач 1974. доџ аутомобила отима и злоставља девојчице у малом граду Аризоне. Када иста судбина задеси њену ћерку, Лаура, по занимању возач аутобуса, покушава да прати психопату како би је спасла...

## Улоге
| Глумац             | Улога            |
| ------------------ | ---------------- |
| Џоана Касиди       | Лаура            |
| Марси Лидс         | Стефани          |
| Карлос Сервантес   | Луис             |
| Арлен Дин Снајдер  | детектив Драмонд |
| Хенри Макс Кендрик | Келог            |